# 佐渡島庸平
佐渡島 庸平（さどしま ようへい、1979年7月24日 - ）は、日本の実業家、編集者、著作家。従弟はセーフィー創業者・代表取締役社長CEOの佐渡島隆平。

## 来歴
兵庫県神戸市出身。小学6年生の夏まで東京学芸大学附属世田谷小学校に通う。神戸市に住む同い年のいとこの家に居候し中学受験をするが、甲陽学院中学校と東京の麻布中学校に不合格になり、家族を追って渡航した。三井物産に勤務する父の仕事の関係で中学時代を南アフリカ共和国で過ごし、ヨハネスブルグ日本人学校に学ぶ。
中学3年生の夏に帰国。遠藤周作が好きだったこともあり進学先に灘高等学校を選んだ。高校の同期に理論物理学者の立川裕二、経営コンサルタントの岡村聡、登山ガイドの山田淳らがいる。
東京大学文科三類に進学し、東京大学文学部卒業後の2002年に講談社に入社し、週刊モーニング編集部に所属。『バガボンド』（井上雄彦）、『ドラゴン桜』（三田紀房）、『働きマン』（安野モヨコ）、『宇宙兄弟』（小山宙哉）、『モダンタイムス』（伊坂幸太郎）、『16歳の教科書』などの編集を担当する。『ドラゴン桜』は佐渡島の「東大は甲子園に行くより簡単」という発言に三田紀房が興味を持ったことがきっかけで生まれた。
2012年に講談社を退社し、契約作家の作品編集や及び作権管理、ファンコミュニティ形成・運営などを行うエージェント会社（日本初のクリエイターエージェンシー）コルクを設立。後に「コルクラボ」「コルクラボ専科マンガコース（コルクラボマンガ専科）」「コルクインディーズ」を立ち上げる。現在はコルク社代表取締役会長。また、2025年に開学したZEN大学においては知能情報社会学部の客員講師を兼任していた。
移動のしやすさと自然の豊かさが決め手になり、2020年に福岡県に移住を決めた。

## 人物
- すべての作品は「愛」がテーマと考えている[13]。
- 悩むことには意味は無くすぐ決断し行動すべきとの価値観を持つ[14]。
- 「面白法人カヤック」社でのあだ名は「サディ」。特技は精神的にどんな状況でもよく寝ること[15]。
- 起業のきっかけには、高校時代の友人各務泰紀がもっと仕事をしないと望みながら30代で亡くなったことがある。より仕事を楽しむため講談社の同僚である三枝亮介とともに、コルクを創業した[16]。
- コルクで宇宙兄弟の物語にちなみALS（筋萎縮性側索硬化症）「せりか基金」を造り、研究者を支援している[17]。
- 堀江貴文のゼミの後輩で収監時にも交流を持つ。堀江から「めちゃくちゃ天才なんです、びっくりするくらい。」と評される[18]。
- 20代後半の離婚を機に、自分が人生で一番大切と思うようになった[19]。
- 3人の息子は交互に不登校になっていると明かしている[20]。
- 人生を変えた本に遠藤周作の沈黙を挙げている[21]。
- 良いクリエイティターの条件として「観察力」があることとしている[22]。

## 編集歴
- 田内学は高校の1年後輩の佐渡島庸平を紹介され本を書くことを決め、お金の教養小説「きみのお金は誰のため」を執筆した[23][24]。また、田内は執筆する前に佐渡島に言われた「安倍さんにだって伝わります」をずっと心に留めておいた[25]が、後に安倍晋三が出席する勉強会に講師として登壇した[26]。

- 作家の岸田奈美の担当編集者を勤める[27]。

- コルク社としてのエージェント契約は、三田紀房、安野モヨコ、小山宙哉、平野啓一郎、北川賢一（元ロードオブメジャー）などと交わしている[28]。

## 書籍

### 著書
- 『観察力の鍛え方　一流のクリエイターは世界をどう見ているのか』SBクリエイティブ 2021.9

## メディア出演
テレビ
- 川島・山内のマンガ沼（ytv） - 「芸人4コママンガ王選手権」コーナー審査員

ラジオ
- CROSS FM Reboot Program〜マンガ編集者 佐渡島庸平の福岡を味わう（CROSS FM）